# Markersdorf-Haindorf
Markersdorf-Haindorf ist eine Marktgemeinde mit 2038 Einwohnern (Stand 1. Jänner 2025) im Bezirk St. Pölten in Niederösterreich.

## Geografie

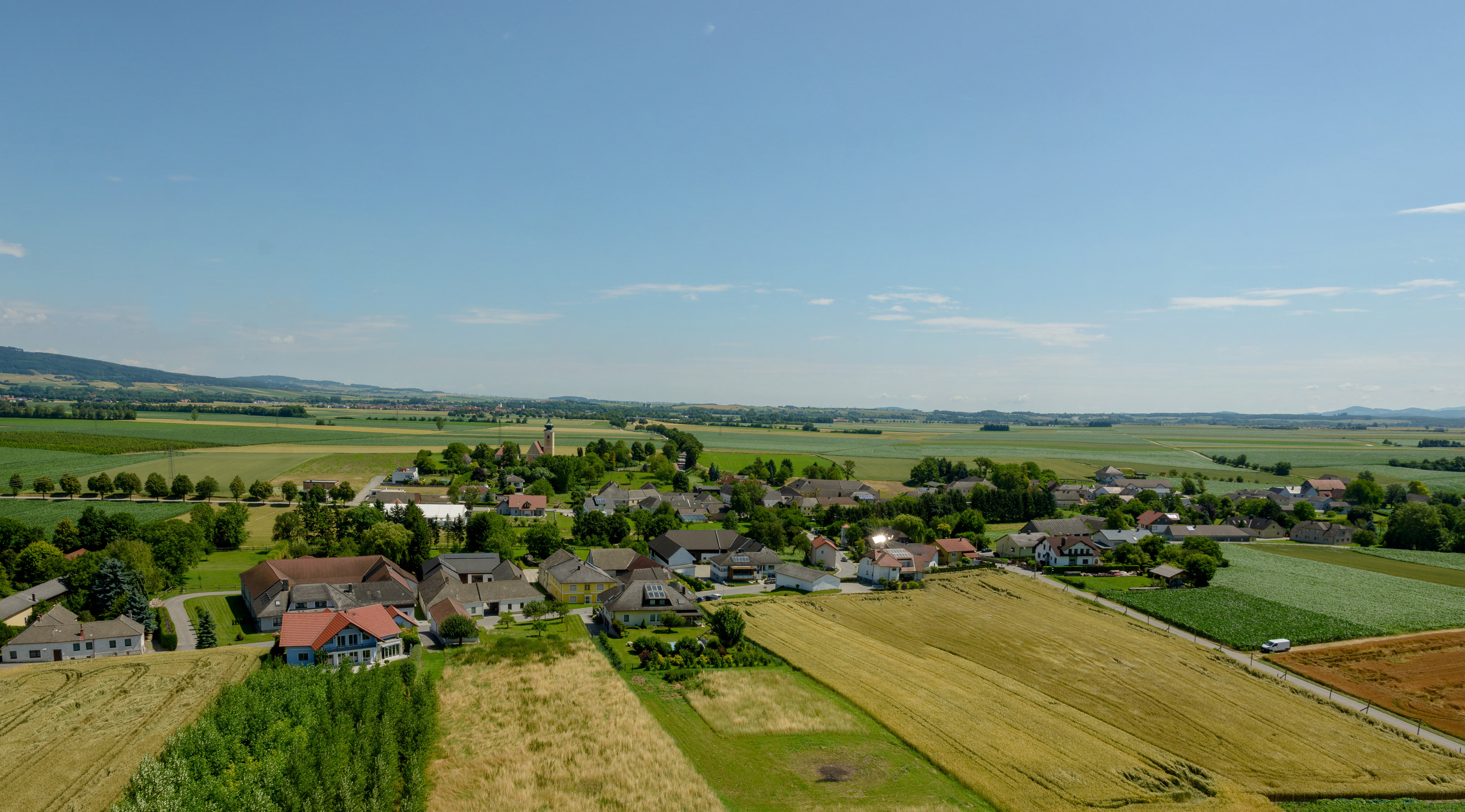
Haindorf

Markersdorf-Haindorf liegt im Mostviertel westlich von St. Pölten zwischen Pielach und Sierning. Die Gemeinde liegt fast durchgehend in 250 Meter über dem Meeresniveau, nur im Südwesten erreichen Hügel 300 Meter Höhe. Die Fläche der Marktgemeinde umfasst 16,67 Quadratkilometer, davon werden 84 Prozent landwirtschaftlich genutzt, knapp drei Prozent sind bewaldet.

### Gemeindegliederung
Das Gemeindegebiet umfasst folgende 10 Ortschaften (in Klammern Einwohnerzahl Stand 1. Jänner 2025):
- Haindorf (105)
- Knetzersdorf (40)
- Mannersdorf (38)
- Markersdorf an der Pielach (1396)
- Mitterau (202)
- Mitterndorf (11)
- Nenndorf (9)
- Poppendorf (155)
- Winkel (67)
- Wultendorf (15)

Die Gemeinde besteht aus den Katastralgemeinden Haindorf, Knetzersdorf, Mannersdorf, Markersdorf, Mitterau, Mitterndorf, Nenndorf, Poppendorf, Winkel und Wultendorf.

### Nachbargemeinden
| Haunoldstein | Hafnerbach                                  | Prinzersdorf    |
| Hürm (ME)    | Kompassrose, die auf Nachbargemeinden zeigt | Gerersdorf      |
|              | St. Margarethen an der Sierning             | Ober-Grafendorf |

## Geschichte
Im Altertum war das Gebiet Teil der Provinz Noricum.
In der Zeit zwischen 1108 und 1116 gründete Marquard von Schönbühel Marchwartisdorf, wie Markersdorf damals genannt wurde. Der Ort entwickelte sich zum Mautort und Sitz des Landesgerichtes zwischen Wienerwald und Erlauf.
Über die Entstehung des im Norden der Gemeinde liegenden Schlosses Mitterau gibt es keine Belege. Im Jahr 1380 waren die Herren von Wallsee die Besitzer. Sie bewohnten das Schloss jedoch nicht, 1386 war es an Ritter Paul von Hechenberg verpfändet. 1495 bewohnte es die Familie Mamming. Im Jahr 1710 kam das Schloss in den Besitz der Familie Montecuccoli. Diese ließen es zwischen 1746 und 1755 in die heutige Form umbauen. Es ist noch heute im Besitz der Familie.
1939 wurde der Fliegerhorst Markersdorf durch den Reichsluftfahrtminister Hermann Göring eröffnet. Ebendort etabliert sich der Fußballverein LSV Markersdorf an der Pielach. Nach Bombardierungen, die auch zu schwersten Schäden im Ort Markersdorf selbst führten, erfolgte 1945 die Sprengung der verbliebenen Gebäude durch die Wehrmacht und danach durch die Rote Armee.
Mit der NÖ. Kommunalstrukturverbesserung wurden zum 1. Jänner 1970 wurden die Gemeinden Markersdorf an der Pielach und Haindorf zusammengelegt.

### Einwohnerentwicklung

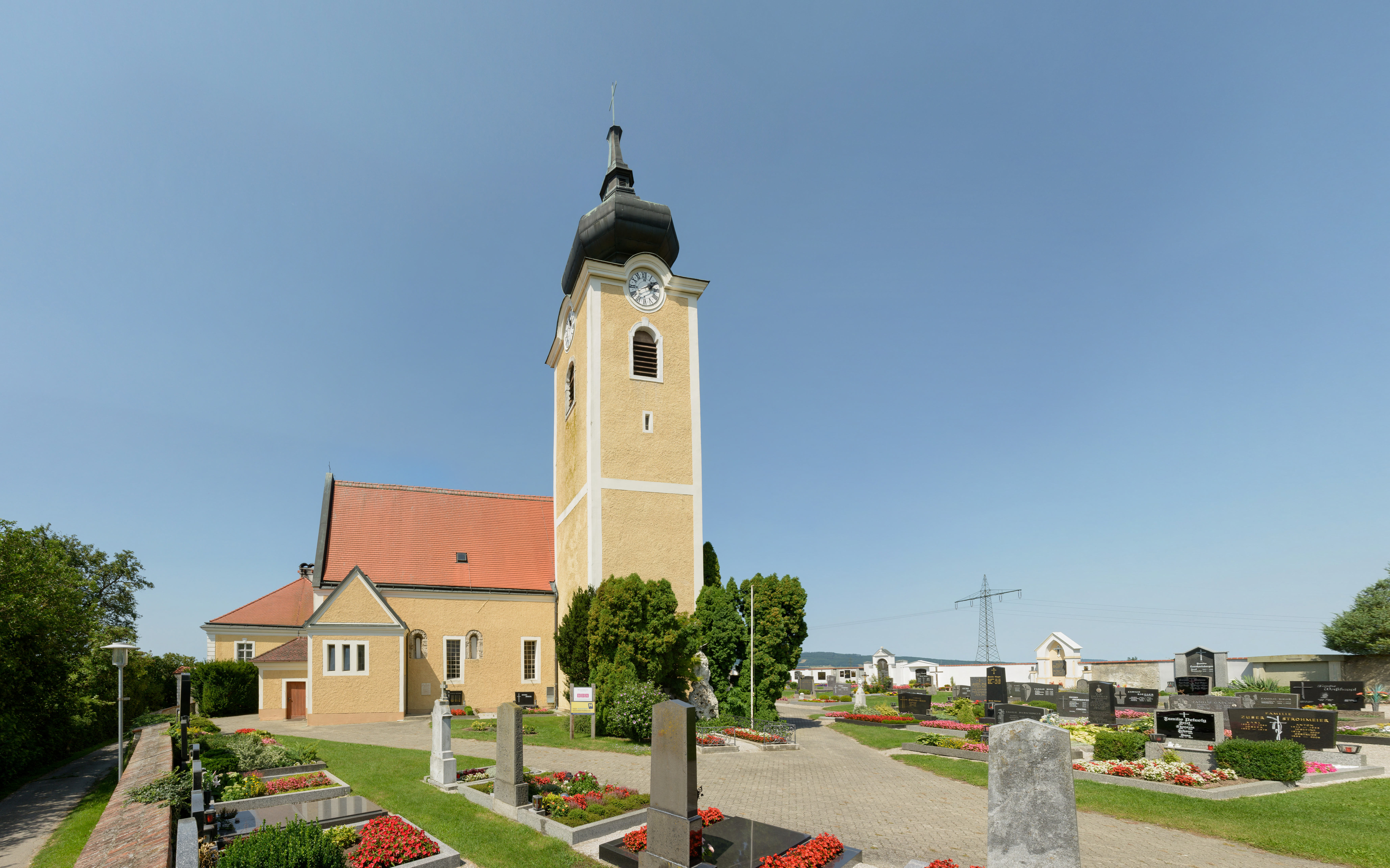
Pfarrkirche Haindorf

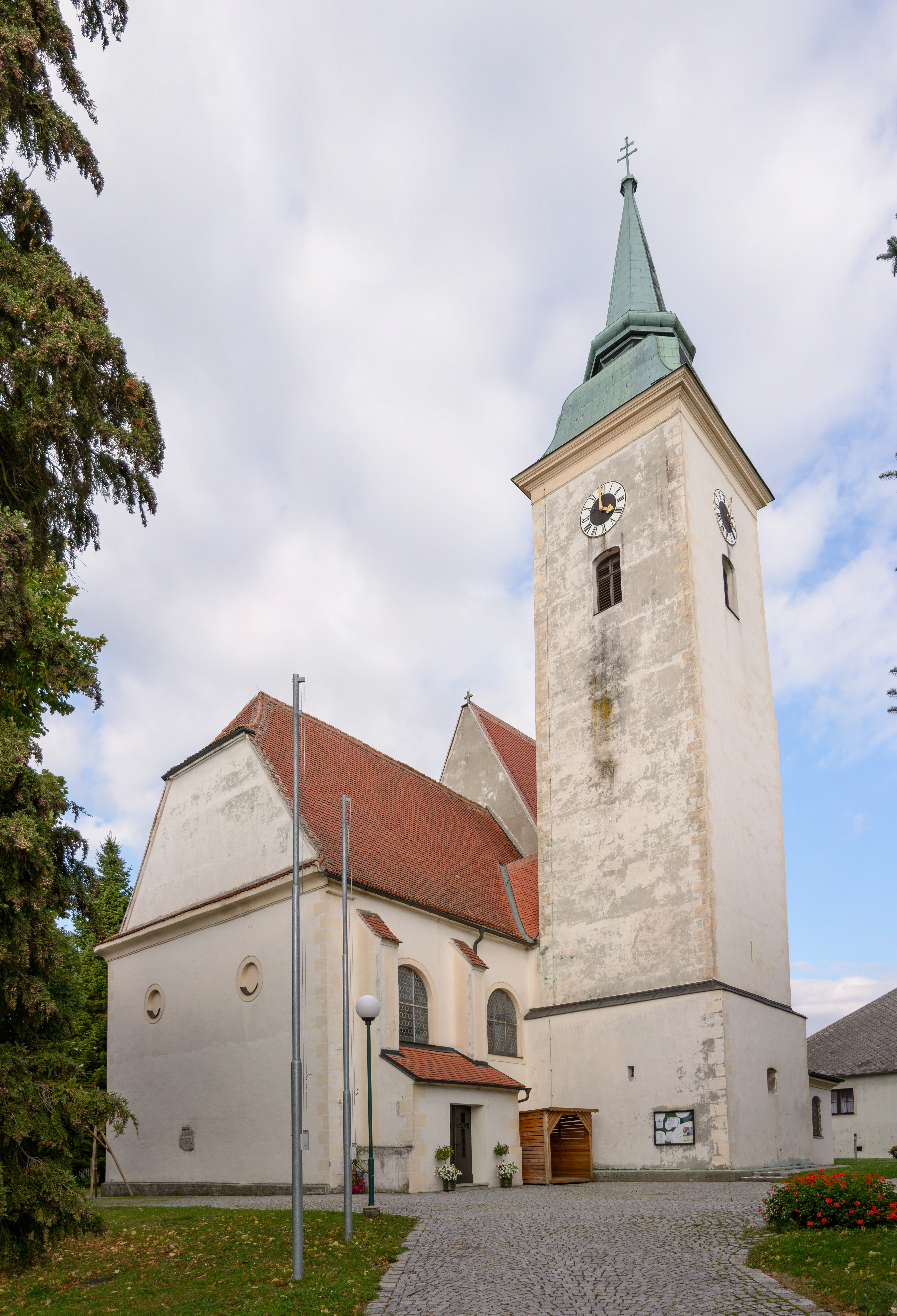
Pfarrkirche Markersdorf an der Pielach

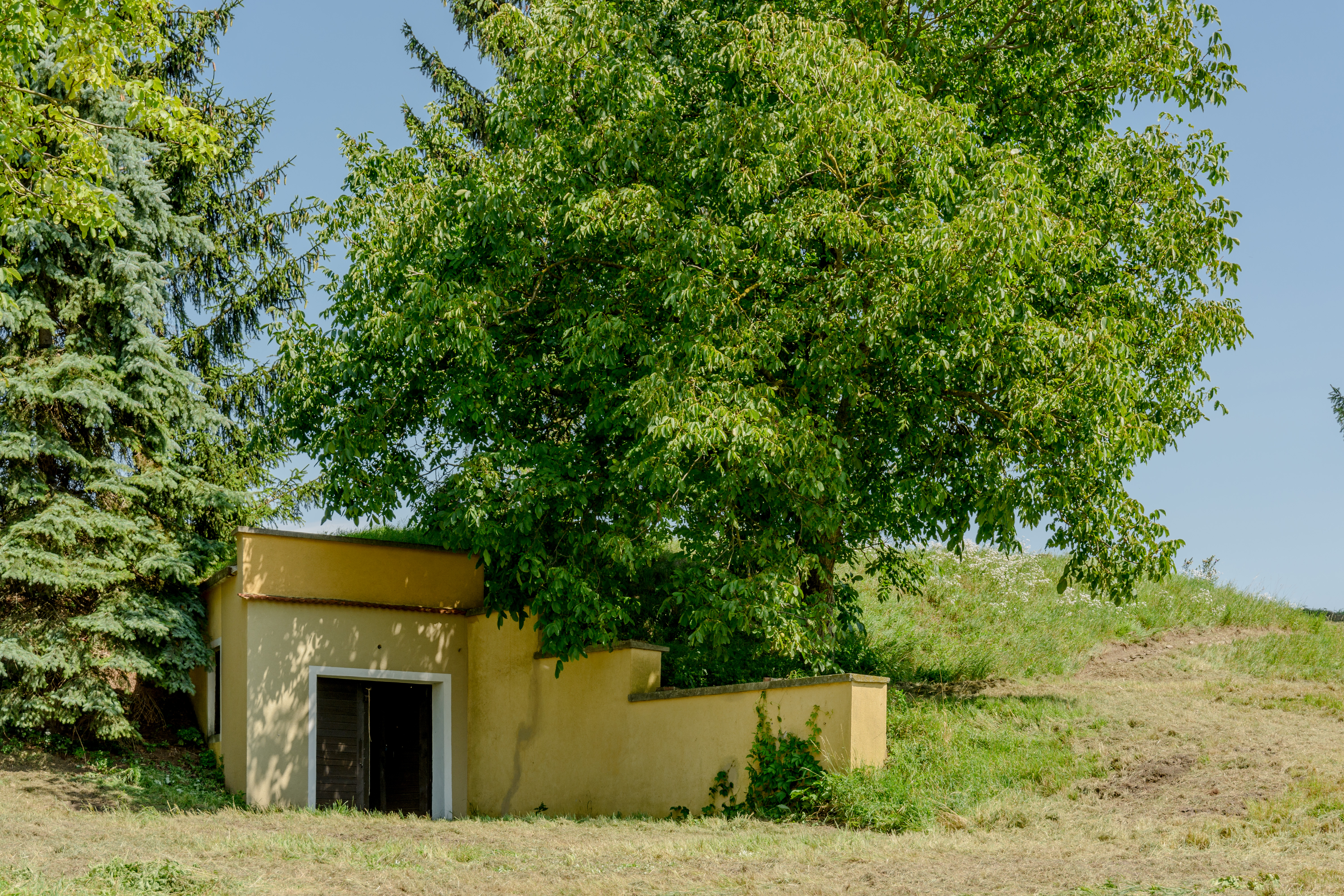
Kellergasse Haindorf

| Markersdorf-Haindorf: Einwohnerzahlen von 1869 bis 2025 | Markersdorf-Haindorf: Einwohnerzahlen von 1869 bis 2025 | Markersdorf-Haindorf: Einwohnerzahlen von 1869 bis 2025 | Markersdorf-Haindorf: Einwohnerzahlen von 1869 bis 2025 | Markersdorf-Haindorf: Einwohnerzahlen von 1869 bis 2025 |
| ------------------------------------------------------- | ------------------------------------------------------- | ------------------------------------------------------- | ------------------------------------------------------- | ------------------------------------------------------- |
| Jahr                                                    |                                                         |                                                         |                                                         | Einwohner                                               |
| 1869                                                    | 1869                                                    |                                                         | 986                                                     | 986                                                     |
| 1880                                                    | 1880                                                    |                                                         | 1.031                                                   | 1.031                                                   |
| 1890                                                    | 1890                                                    |                                                         | 1.075                                                   | 1.075                                                   |
| 1900                                                    | 1900                                                    |                                                         | 1.055                                                   | 1.055                                                   |
| 1910                                                    | 1910                                                    |                                                         | 1.126                                                   | 1.126                                                   |
| 1923                                                    | 1923                                                    |                                                         | 1.200                                                   | 1.200                                                   |
| 1934                                                    | 1934                                                    |                                                         | 1.190                                                   | 1.190                                                   |
| 1939                                                    | 1939                                                    |                                                         | 1.364                                                   | 1.364                                                   |
| 1951                                                    | 1951                                                    |                                                         | 1.389                                                   | 1.389                                                   |
| 1961                                                    | 1961                                                    |                                                         | 1.318                                                   | 1.318                                                   |
| 1971                                                    | 1971                                                    |                                                         | 1.380                                                   | 1.380                                                   |
| 1981                                                    | 1981                                                    |                                                         | 1.507                                                   | 1.507                                                   |
| 1991                                                    | 1991                                                    |                                                         | 1.581                                                   | 1.581                                                   |
| 2001                                                    | 2001                                                    |                                                         | 1.799                                                   | 1.799                                                   |
| 2011                                                    | 2011                                                    |                                                         | 1.943                                                   | 1.943                                                   |
| 2021                                                    | 2021                                                    |                                                         | 2.053                                                   | 2.053                                                   |
| 2025                                                    | 2025                                                    |                                                         | 2.038                                                   | 2.038                                                   |
| Quelle(n): Statistik Austria, Gebietsstand 1.1.2021     |                                                         |                                                         |                                                         |                                                         |

## Kultur und Sehenswürdigkeiten
- Schloss Mitterau
- Katholische Pfarrkirche Haindorf Hll. Peter und Paul
- Katholische Pfarrkirche Markersdorf an der Pielach hl. Martin

## Wirtschaft und Infrastruktur

### Wirtschaftssektoren
Von den 51 landwirtschaftlichen Betrieben des Jahres 2010 waren dreißig Haupterwerbsbauern. Diese bewirtschafteten neunzig Prozent der Flächen. Im Produktionssektor arbeiteten 100 Erwerbstätige in der Bauwirtschaft, 24 im Bereich Warenherstellung und vier im Bergbau. Die wichtigsten Arbeitgeber des Dienstleistungssektors waren die Bereiche Handel (70), soziale und öffentliche Dienste (59), Beherbergung und Gastronomie (24) und der Handel (22 Mitarbeiter).
| Wirtschaftssektor            | Anzahl Betriebe | Anzahl Betriebe | Erwerbstätige | Erwerbstätige |
| Wirtschaftssektor            | 2011            | 2001            | 2011          | 2001          |
| ---------------------------- | --------------- | --------------- | ------------- | ------------- |
| Land- und Forstwirtschaft 1) | 51              | 65              | 45            | 55            |
| Produktion                   | 17              | 15              | 128           | 120           |
| Dienstleistung               | 89              | 48              | 207           | 156           |

1) Betriebe mit Fläche in den Jahren 2010 und 1999

### Arbeitsmarkt, Pendeln
Im Jahr 2011 lebten 1011 Erwerbstätige in Markersdorf-Haindorf. Davon arbeiteten 175 in der Gemeinde, mehr als achtzig Prozent pendelten aus.

### Verkehr
- Eisenbahn: Durch das Gemeindegebiet verläuft die Westbahn.
- Straße: Durch den Süden der Gemeinde führt die West Autobahn A1.

### Öffentliche Einrichtungen
In der Gemeinde befindet sich ein Kindergarten und eine Volksschule.

## Politik

### Gemeinderat
Der Gemeinderat hat 19 Mitglieder.

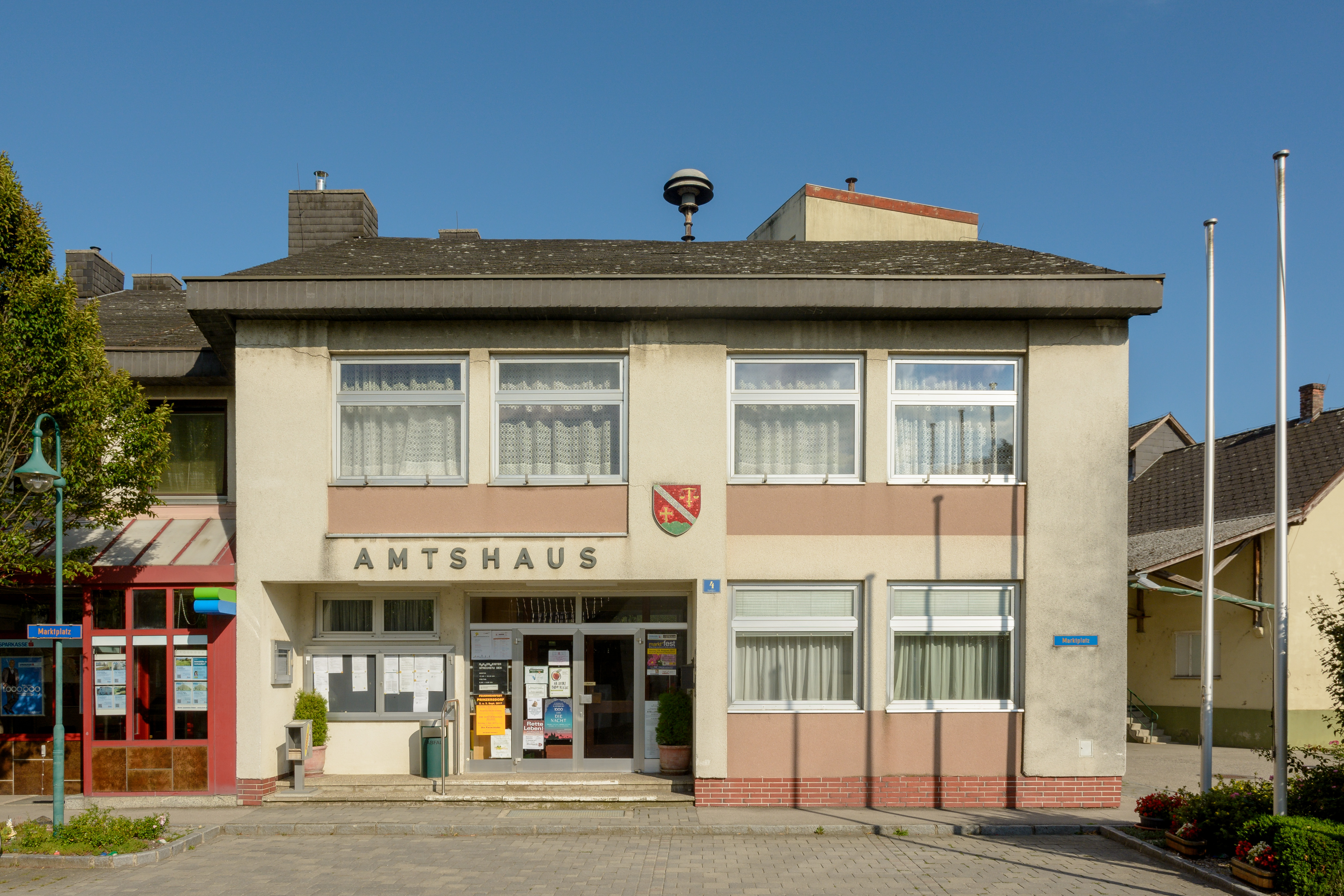
Gemeindeamt

| - Mit den Gemeinderatswahlen in Niederösterreich 1990 hatte der Gemeinderat folgende Verteilung: 13 ÖVP und 6 SPÖ. - Mit den Gemeinderatswahlen in Niederösterreich 1995 hatte der Gemeinderat folgende Verteilung: 13 ÖVP, 4 SPÖ und 2 FPÖ. - Mit den Gemeinderatswahlen in Niederösterreich 2000 hatte der Gemeinderat folgende Verteilung: 8 ÖVP, 5 SPÖ, 3 Jugendclub, 2 FPÖ und 1 Liste Wilhelm Schulz. - Mit den Gemeinderatswahlen in Niederösterreich 2005 hatte der Gemeinderat folgende Verteilung: 9 ÖVP, 8 SPÖ, 1 Bürgerliste Schulz und 1 Markersdorf Positiv. - Mit den Gemeinderatswahlen in Niederösterreich 2010 hatte der Gemeinderat folgende Verteilung: 12 ÖVP, 4 Bürgerliste Schulz und 3 SPÖ. - Mit den Gemeinderatswahlen in Niederösterreich 2015 hatte der Gemeinderat folgende Verteilung: 11 ÖVP, 6 BLS–Bürgerliste Markersdorf-Haindorf und 2 SPÖ. - Mit den Gemeinderatswahlen in Niederösterreich 2020 hat der Gemeinderat folgende Verteilung: 11 ÖVP, 3 BLS–Bürgerliste Markersdorf-Haindorf, 2 Grüne, 2 SPÖ und 1 FPÖ. | Die zur Anzeige dieser Grafik verwendete Erweiterung wurde dauerhaft deaktiviert. Wir arbeiten aktuell daran, diese und weitere betroffene Grafiken auf ein neues Format umzustellen. (Mehr dazu) |

### Bürgermeister
- bis 2010 Willibert Paukowitsch (ÖVP)
- seit 2010 Friedrich Ofenauer (ÖVP)[18]

### Partnergemeinde
Csesztreg im Komitat Zala in Ungarn ist die Partnergemeinde von Markersdorf-Haindorf.

## Persönlichkeiten
- Albert Montecuccoli-Laderchi (1802–1852), Verwaltungsbeamter und Politiker
- Hermann Bieder (* 1941), Slawist und Professor an der Universität Salzburg
- Friedrich Ofenauer (* 1973), Bürgermeister und Abgeordneter zum Nationalrat
- Franz Zahorik, langjähriger Bürgermeister, Ehrenbürger und Ehrenringträger der Gemeinde